# LLVM
LLVM (изначальная расшифровка — англ. low level virtual machine; на данный момент официально не имеет расшифровки) — проект программной инфраструктуры для создания компиляторов и сопутствующих им утилит. Состоит из набора компиляторов из языков высокого уровня (так называемых фронтендов), системы оптимизации, интерпретации и компиляции в машинный код. В основе инфраструктуры используется RISC-подобная платформонезависимая система кодирования машинных инструкций (байткод LLVM IR), которая представляет собой высокоуровневый ассемблер, с которым работают различные преобразования.
Написан на C++, обеспечивает оптимизации на этапах компиляции, компоновки и исполнения. Изначально в проекте были реализованы компиляторы для языков Си и C++ при помощи фронтенда Clang, позже появились фронтенды для множества языков, в том числе: ActionScript, Ада, C#, Common Lisp, Crystal, CUDA, D, Delphi, Dylan, Fortran, Graphical G Programming Language, Halide, Haskell, Java (байткод), JavaScript, Julia, Kotlin, Lua, Objective-C, OpenGL Shading Language, Ruby, Rust, Scala, Swift, Xojo, Zig.
LLVM может создавать машинный код для множества архитектур, в том числе ARM, x86, x86-64, PowerPC, MIPS, SPARC, RISC-V и других (включая GPU от Nvidia и AMD).
Некоторые проекты имеют собственные LLVM-компиляторы (например LLVM-версия GCC), другие используют инфраструктуру LLVM, например таков Glasgow Haskell Compiler.
Разработка начата в 2000 году в Университете Иллинойса. К середине 2010-х годов LLVM получил широкое распространение в индустрии: использовался, в том числе, в компаниях Adobe, Apple и Google. В частности, на LLVM основана подсистема OpenGL в Mac OS X 10.5, а iPhone SDK использует препроцессор (фронтенд) GCC с бэкэндом на LLVM. Apple и Google являются одними из основных спонсоров проекта, а один из основных разработчиков — Крис Латтнер — 11 лет проработал в Apple (с 2017 года — в Tesla Motors, с 2020 года — в разработчике процессоров и микроконтроллеров на архитектуре RISC-V SiFive).

## Особенности
В основе LLVM лежит промежуточное представление кода (Intermediate Representation, IR), над которым можно производить трансформации во время компиляции, компоновки и выполнения. Из этого представления генерируется оптимизированный машинный код для целого ряда платформ как статически, так и динамически (JIT-компиляция). LLVM 9.0.0 поддерживает статическую генерацию кода для x86, x86-64, ARM, PowerPC, SPARC, MIPS, RISC-V, Qualcomm Hexagon, NVPTX, SystemZ, Xcore. JIT-компиляция (генерация машинного кода во время исполнения) поддержана для архитектур x86, x86_64, PowerPC, MIPS, SystemZ, и частично ARM.
LLVM написана на C++ и портирована на большинство Unix-подобных систем и Windows. Система имеет модульную структуру, отдельные её модули могут быть встроены в различные программные комплексы, она может расширяться дополнительными алгоритмами трансформации и кодогенераторами для новых аппаратных платформ.
В LLVM включена обёртка API для OCaml.

## Платформы
LLVM поддерживает работу на следующих платформах:
| Операционная система | Архитектура | Компилятор               |
| -------------------- | ----------- | ------------------------ |
| Linux                | x86/AMD64   | GCC, Clang               |
| FreeBSD              | x86/AMD64   | GCC, Clang               |
| OpenBSD              | x86/AMD64   | GCC, Clang               |
| macOS                | PowerPC     | GCC                      |
| macOS                | x86/AMD64   | GCC, Clang               |
| Solaris              | UltraSPARC  | GCC                      |
| Cygwin/Win32         | x86         | GCC 3.4.X, Binutils 2.15 |
| MinGW/Win32          | x86         | GCC 3.4.X, Binutils 2.15 |

LLVM имеет частичную поддержку следующих платформ:
| Операционная система | Архитектура   | Компилятор |
| -------------------- | ------------- | ---------- |
| AIX                  | PowerPC       | GCC        |
| Linux                | PowerPC       | GCC        |
| AmigaOS              | m68k, PowerPC | GCC        |
| Windows              | x86           | MSVC       |

## Типы данных

### Простые типы
| Целые числа произвольной разрядности | iразрядность                                                                   | - i1 — булево значение — 0 или 1 - i32 — 32-разрядное целое - i17 - i256 |
| - Генерация машинного кода для типов очень большой разрядности не поддерживается. Но для промежуточного представления никаких ограничений нет. - Числа считаются представленными в дополнительном коде. Различий между знаковыми и беззнаковыми целыми на уровне типов не делается: в тех случаях, когда это имеет значение, с ними работают разные инструкции. |                                                                                |                                                                          |
| Числа с плавающей точкой | float, double, типы, специфичные для конкретной платформы (например, x86_fp80) |                                                                          |
| Пустое значение | void                                                                           |                                                                          |

### Производные типы
| Указатели | тип*                      | i32* — указатель на 32-разрядное целое                        |
| Массивы | [число элементов x тип]   | - [10 x i32] - [8 x double]                                   |
| Структуры |                           | { i32, i32, double }                                          |
| Вектор — специальный тип для упрощения SIMD-операций. Вектор состоит из 2n значений примитивного типа — целого или с плавающей точкой. | < число элементов x тип > | < 4 x float > — вектор XMM                                    |
| Функции |                           | - i32 (i32, i32) - float ({ float, float }, { float, float }) |

Система типов поддерживает суперпозицию/вложенность, то есть можно использовать многомерные массивы, массивы структур, указатели на структуры и функции и т. д.

## Операции
Большинство инструкций в LLVM принимает два аргумента (операнда) и возвращает одно значение (трёхадресный код). Значения определяются текстовым идентификатором. Локальные значения обозначаются префиксом %, а глобальные — @. Локальные значения также называют регистрами, а LLVM — виртуальной машиной с бесконечным числом регистров.
Пример:
```
%sum = add i32 %n, 5
%diff = sub double %a, %b
%z = add <4 x float> %v1, %v2 ; поэлементное сложение
%cond = icmp eq %x, %y ; Сравнение целых чисел. Результат имеет тип i1.
%success = call i32 @puts(i8* %str)
```

Тип операндов всегда указывается явно и однозначно определяет тип результата. Операнды арифметических инструкций должны иметь одинаковый тип, но сами инструкции «перегружены» для любых числовых типов и векторов.
LLVM поддерживает полный набор арифметических операций, побитовых логических операций и операций сдвига, а также специальные инструкции для работы с векторами.
LLVM IR строго типизирован, поэтому существуют операции приведения типов, которые явно кодируются специальными инструкциями. Набор из 9 инструкций покрывает все возможные приведения между различными числовыми типами: целыми и с плавающей точкой, со знаком и без, различной разрядности и пр. Кроме этого, есть инструкции преобразования между целыми и указателями, а также универсальная инструкция для приведения типов bitcast (ответственность за корректность таких преобразований возлагается на программиста).

## Память
Помимо значений-регистров, в LLVM есть и работа с памятью. Значения в памяти адресуются типизированными указателями. Обратиться к памяти можно с помощью двух инструкций: load и store.
Инструкция malloc транслируется в вызов одноимённой системной функции и выделяет память в куче, возвращая значение — указатель определённого типа. В паре с ней идёт инструкция free.
```
%struct.ptr = malloc { double, double } 
%string = malloc i8, i32 %length 
%array = malloc [16 x i32] 
free i8* %string
```

Инструкция alloca выделяет память на стеке.
```
%x.ptr = alloca double ; %x.ptr имеет тип double* 
%array = alloca float, i32 8 ; %array имеет тип float*, а не [8 x float]!
```

Память, выделенная alloca, автоматически освобождается при выходе из функции при помощи инструкций ret или unwind.

## Операции с указателями
Для вычисления адресов элементов массивов, структур и т. д. с правильной типизацией используется инструкция getelementptr.
```
%array = alloca i32, i32 %size 
%ptr = getelementptr i32* %array, i32 %index ; значение типа i32*
```

getelementptr только вычисляет адрес, но не обращается к памяти. Инструкция принимает произвольное количество индексов и может разыменовывать структуры любой вложенности.
Также существует инструкции extractvalue и insertvalue. Они отличаются от getelementptr тем, что принимают не указатель на агрегатный тип данных (массив или структуру), а само значение такого типа. extractvalue возвращает соответственное значение подэлемента, а insertvalue порождает новое значение агрегатного типа.
```
%n = extractvalue { i32, [4 x i8*] } %s, 0 
%tmp = add i32 %n, 1 
%s.1 = insertvalue { i32, [4 x i8*] } %s, i32 %tmp, 0
```